# Alexa Internet
Alexa Internet公司是亞馬遜公司的一家子公司，總部位於美國加州舊金山。於1996年由布魯斯特·卡勒及布鲁斯·吉里亚特创立。作為互聯網檔案館的分支，受到杰奎琳·萨福拉的埃托勒投资支持。1999年，Alexa被亞馬遜公司以約價值兩億五千萬美元的股票買下。
Alexa分析提供各种網站的相關資訊與网页访问量，以其Alexa.com網站闻名。透過收集用户的上網資訊，以便統計網站流量及相關資訊。Alexa為Alexadex.com提供搜尋引擎，並為A9.com搜索引擎提供「網站資訊」服務。
2021年12月8日，亞馬遜宣佈Alexa Internet公司將會关闭。随后，该服务于2022年5月1日停运。

## 歷史
Alexa Internet由布魯斯特·卡勒和布魯斯·吉里亚特於1996年建立。公司取名Alexa是為了向亚历山大图书馆致敬，並代表互聯網是現代的亚历山大图书馆。
Alexa的搜索服務提供了一個工具欄，這個工具欄會根據用戶的流量模式來建議用戶選擇不同的網站。Alexa也會提供每個用戶到訪的網站的資料，其中包括網站註冊人、網頁數量、鏈接至此的網站數量、以及更新的頻繁度。
於1999年，Alexa被Amazon.com以總值約2.5億美金的股票收購。自此，Alexa便開始提供智能搜索服務。於2002年初，Alexa開始與Google合作，並於2003年1月加入开放式目录。2006年5月，亞馬遜以Bing取代Google作為搜尋工具。於2006年12月，Alexa開始提供圖片搜索服務。
於2007年4月，Alexa与Hornbaker展開了一場訴訟案。訴訟案中，Alexa指出Hornbaker盜取了他們的流量圖表來謀利。Hornbaker的主要用途是用來展示由Alexa生成的圖表，但是，Hornbaker於2007年3月19日移除了他們使用Alexa生成圖表的宣佈，使Alexa認為他們盜取了其流量圖表來謀利。
於2008年11月27日，亞馬遜宣布當天起註冊的所有用戶均不能使用Alexa網頁搜尋服務，且此服務會於2009年1月26日全面停止。

## Alexa網站排名
Alexa每天在网上搜集超过1,000GB的信息，然后进行整合发布，目前其搜集的URL数量已经超过了Google。Alexa網站排名的計算是以网站的每天平均使用人數、人均访问頁面數（與人數和人均頁數之乘積成正比）、与其他網站的連結或曝光數、網友所留言討論的訊息篇數等資訊为基础，並以比重不明的加權平均數來排名。而正式名次是基於最近三個月之內資料的平均值。除全世界網站排名之外，Alexa網站亦提供各種語言、地區、主題的分类排名。
Alexa網站排名主要根據Internet Explorer、Firefox和Google Chrome提供的流量資料來排名，因此，使用它的人數是否能代表一般網路用户具有爭議。此外，排名是根據最近三個月數據的總和來排行，因此要等很久才會有顯著的變化。Alexa也承認排名中幾項不準確資訊的可能性，包括使用量較小的網站很難準確估量，主要被非IE用户使用的網站，以及某些同域的二级域名网站等。但由於Alexa的取樣數量相當大，且參考依據為現今網路世界的主流瀏覽器，因此一般仍被最廣泛用於評估網站的受歡迎度。
於2008年4月16日，許多用戶報告了Alexa網站排名發生巨大變化。而Alexa則在翌日指出他們更新了排名系統，並聲稱這個新系統會提供更準確的數據。

## 2009年重新設計
於2009年3月31日，Alexa重新設計了其網站，並提供了新的網絡流量指標，其中包括單獨用戶的平均頁面瀏覽量、跳出率、以及用戶瀏覽網站的時數。在接下來的幾個星期內，Alexa進一步增加了其功能，其中包括訪客數量資料、點擊流量和搜索流量統計資料功能。Alexa引入這些新功能：目的是為了與其他網絡分析網站競爭，如Compete.com和Quantcast。

## 終止服務
2021年12月8日星期三，亞馬遜宣佈已經啟用25年的網站排行與競爭服務將會停止運作。亞馬遜在其官網發佈聲明，並宣佈終止服務日期為2022年5月1日。12月11日之後，將停止新增帳號，原有的訂閱服務則會持續到2022年5月1日為止。